# Admontia maculisquama
Admontia maculisquama là một loài ruồi trong họ Tachinidae.